# The Vibrators
The Vibrators je britanski pank rok bend formiran 1976.

## Karijera
The Vibrators su osnovani od strane Jana Karnohana, basiste Peta Kolijera, gitariste Džona Elisa, i bubnjara Džona Edvardsa. Prvi put su bili primećeni kada su pratili Krisa Spedinga u londonskom Klubu 100 1976. Na Spedingovu preporuku Miki Most ih je upisao da snimaju za njegovu izdavačku kuću RAK Records. Most je producirao njihov prvi singl, We Vibrate. Bend je pratio Spedinga na njegovom singlu Pogo Dancing.
The Vibrators su snimili sesije za Džona Pila na prvom programu BBC-ja (BBC Radio 1) u oktobru 1976, junu 1977 i februaru 1978. Oni su bili jedan od prvih pank bendova koji je svirao u londonskom Roksi klubu. Bili su glavna tačka u januaru 1977, a pratili su ih The Drones, a u februaru su svirali još dva puta u Roksiju. U martu 1977 bend je pratio Igi Popa na njegovoj britanskoj turneji. Kasnije te godine su svirali za frontmena Mott the Hoople, Jana Hantera.
Bend je potpisao potom ugovor sa izdavačkom kućom Epic Records u proleće 1977. Njihov debi album Pure Mania, koji je producirao između ostalog Robin Mejhju — inženjer zvuka koji je radio sa Dejvidom Bouvijem, ušao je među 50 najpopularnijih albuma na britanskim top listama. Album su prihvatili i kritičari, i 17 godina od tog izdanja, Ginisova enciklopedija popularne muzike je proglasila Pure Mania za jedan od 50 najboljih pank izdanja svih vremena.
Njihov drugi album, V2, je umalo dostigao 30. mesto na top listama u Britaniji. Jedini singl koji je uzet sa tog albuma, Automatic Lover, je jedini singl The Vibrators-a koji je dostigao top 40 na Britanskim top listama. Bend je zbog toga dobio priliku da se pojavi u popularnoj televizijskoj emisiji Top of the Pops. Poslednji singl koji su The Vibrators izdali za Epic je bio Judy Says (Knock You In The Head) je izašao u junu 1978. Puno godina kasnije je singl uključen u listu najboljih pank singlova svih vremena.
Nedostatak daljeg pojavljivanja na top listama, i sa samo jednim UK Top 40 singlom, The Vibrators su se neminovno priključili listi one-hit wonder bendova, kao šo su The Banned, John Cooper Clarke, The Flying Lizards, Jilted John, 999, Radio Stars, i Rich Kids. 
Tokom osamdesetih, Džon Elis je snimao i išao na turneje često sa Piterom Hamilom (Peter Hamill) i sa The Stranglers, a kasnije je pristupio bendu u potpunosti početkom devedesetih. Pet Kolijer je počeo da radi sa bendom The Soft Boys, i producirao je njihov album Underwater Moonlight. Bez obzira na mnoge promene u postavi, The Vibrators još uvek idu na turneje kao tročlani bend. Live Near The Seedy Mill Golf Course je izdala londonska izdavačka kuća Invisible Hands Music 2003. 

## Zanimljivosti
Bend Stiff Little Fingers je uzeo ime iz pesme Vibratorsa istog naziva. Pesmu je napisao Džon Elis, a pojavila se na njihovom debi albumu Pure Mania.

## Diskografija

### Studijski albumi
- Pure Mania (Epic, EPC 82097, June 1977) # 49 UK Albums Chart[7]
- V2 (Epic, EPC 82495, April 1978) # 33
- Guilty (Anagram, GRAM 002, 1983)
- Alaska 127 - 1984
- Fifth Amendment - 1985
- Recharged - 1988
- Meltdown - 1988
- Vicious Circle - 1989
- Volume 10 - 1990
- Hunting For You - 1994
- Unpunked - 1996
- French Lessons With Correction - 1997
- Buzzin' - 1999
- Noise Boys - 2000
- Energize - 2002
- Punk: The Early Years - 2006

### Singlovi izdati pre 1980.
- "We Vibrate" / "Whips And Furs" (RAK, RAK 245, November 1976)
- "Pogo Dancing" / "The Pose" (RAK, RAK 246, November 1976)
- "Bad Times" / "No Heart" (RAK, RAK 253, March 1977)
- "Baby Baby" / "Into The Future" (Epic Records, SEPC 5302, May 1977)
- "London Girls" (Live) / "Stiff Little Fingers" (Live) (Epic Records, SEPC 5565, August 1977)
- "Automatic Lover" / "Destroy" (Epic Records, SEPC 6137, March 1978) # 35 UK Singles Chart[8]
- "Judy Says (Knock You In The Head)" / "Pure Mania" (Epic Records, SEPC 6393, June 1978) # 70

## Literatura
- Roberts, David (2006). British Hit Singles & Albums (19th изд.). London: Guinness World Records Limited. стр. 585. ISBN 978-1-904994-10-7.
- Larkin, Colin (1998). All Time Top 1000 Albums. Guinness Publishing, Enfield. Chapter 9. ISBN 978-0753502587.
- Thompson, Dave (2000). Alternative Rock. San Francisco: Miller Freeman Books. стр. 710. ISBN 978-0-87930-607-6. „'Flashes of sheer brilliance (‘Whips & Furs’), weirdness (the many Ramones go down the pub songs), and endearing gaucheness (the perfect pop of ‘Baby Baby’ pummelled by the Stones-whipped lead guitar).”
- Thompson, Dave (2000). 20th Century Rock & Roll-PUNK. Collector’s Guide Publication, Ontario, Canada. стр. 61-62. ISBN 978-1896522272.

## Spoljašnje veze
- Zvanični veb-sajt
- The Vibrators on www.punk77.co.uk
- The Vibrators on Punkmodpop
- The Vibrators Track Records 2002 profile